# عنکبوت موشی سر قرمز
عنکبوت موشی سر قرمز(نام علمی: Missulena occatoria) نام یک گونه از تیره پرتوپایان است.